# 丁新豹
丁新豹，BBS（1951年12月21日—），香港歷史學家，現任香港大學中文學院名譽教授、香港中文大學歷史系客席教授、比較及公眾歷史研究中心名譽高級研究員和香港教育大學文學及文化研究系榮譽教授。曾任香港歷史博物館總館長。2019年7月獲香港特首林鄭月娥頒發銅紫荊星章。

## 簡歷
丁新豹籍貫廣東梅州豐順縣，1951年生於廣州。4歲時隨母到英屬香港，時值逃港潮。早年居於九龍紅磡唐樓。小學就讀香港培正小學、九龍塘宣道小學、德信學校以及聖若瑟小學（小五至小六），中學就讀於聖若瑟書院（中一至中七），1971年考入香港大學中文系，主修中國文學、中國歷史及中國美術考古，1972年任香港大學中文學會學術委員，至1974年香港大學中文系畢業（二級榮譽甲等），論文題目為《拓跋族漢化新探》。丁新豹1974年畢業於香港大學，隨即留在母校念碩士、兼任助教。1977年，他曾到香港藝術館做了九個月的臨時工。完成碩士論文後，在1978年9月，他進了慕光英文書院任教，他很感激當時的校長杜學魁先生聘請他，但只當了三個月老師，他便接到藝術館的聘書。及後他於1979年取得香港大學哲學碩士學位，1989年完成香港大學博士學位，論文題目為《香港早期的華人社會：1841-1870》。
曾任前香港歷史博物館總館長，任內籌建了香港歷史博物館新館及《香港故事》長期展覽（2001年） 、香港海防博物館（2000年）及孫中山紀念館（2006年）。專業歷史研究、中西文化考究，尤其是有關香港的範疇，其主要研究範圍是：晚清外銷畫、香港華人社會史、廣州及澳門歷史等。因工作關係，曾閱覽不少珍貴史料、書畫、地圖、文獻及各地檔案。
丁新豹現為香港中文大學歷史系客席教授,名譽高級研究員；英國皇家亞洲學會（香港分會）名譽院士（曾於 1991-2003年任該會幹事）；「國家清史編纂委員會」清史撰稿員（香港部分）；香港大學中文學院名譽教授；香港教育大學文學及文化研究學系榮譽教授；香港大學亞洲研究中心名譽研究員；香港歷史博物館及香港藝術館榮譽顧問；香港大學美術博物館名譽顧問；廣東省博物館及深圳博物館名譽顧問；《香港志》編纂委員會副主任及《香港回憶》計劃委員。丁新豹亦為香港特別行政區康樂及文化事務署專家顧問及《非物質文化遺產諮詢委員會》委員。

## 近作項目
- 任內修緝中環甘棠第，使建築物免被拆卸，並改為孫中山紀念館，於2006年12月12日開幕。

## 編著作品
- 《四環九約：博物館藏歷史圖片精選》
- 《殖民體系的建立和演進》
- 《近代中國留學生論文集》
- 《李鄭屋漢墓》
- 《南海海上交通貿易二千年》
- 《廣州舊影》
- 《人物與歷史 - 跑馬地香港墳場初探》
- 丁新豹. . 香港: 商務（香港）. 2008年7月. ISBN 9789620744334. （原始内容存档于2016-10-17） （中文）.
- 丁新豹. . 香港: 三聯（香港）. 2010年3月25日. ISBN 9789620429309 （中文）.
- 梁操雅、丁新豹、羅天佑. . 香港: 香港教育圖書. 2011年5月 （中文）.
- 丁新豹. . 香港: 三聯（香港）. 2011年7月. ISBN 9789620431241 （中文）.
- 丁新豹、周佳榮、麥勁生. . 香港: 中華（香港）. 2011年10月. ISBN 9789628931286 （中文）.
- 丁新豹、黃燕芳、許建勳. . 香港: 香港大學美術博物館. 2011年12月. ISBN 9789881902146 （中文及英语）.
- 丁新豹. . 香港: 三聯（香港）. 2012年1月. ISBN 9789620431869 （中文）.
- 丁新豹、汐爾、劉義章. . 香港: 三聯（香港）. 2019年11月. ISBN 9789620445378. （原始内容存档于2020-02-16） （中文）.

## 外部參考
- 丁新豹史中尋寶-記者鄭依依（页面存档备份，存于） 香港文匯報（页面存档备份，存于） 2005年1月10日
- 丁新豹博士-與香港研究相關的各項研究計劃或出版品香港歷史與社會網站（页面存档备份，存于）
- 香港墳場細味歷史導賞-記者 朱慕霞 謝嘉恩 編輯 陳詩敏 攝影 謝嘉恩<<（页面存档备份，存于）>> 第87期 2008年12月 33-35頁
- 墳場與香港的發展：從跑馬地香港墳場到香港仔華人永遠墳場（講者丁新豹博士）2007年10月27日, Lecture Series on Public History and Cultural Heritage 公眾歷史與文化遺產講座
- 政府山人文之旅 2010年11月18日[永久] OurTV.hk（页面存档备份，存于）
- 澳門瑰寶: 歷史繪畫中的澳門 （页面存档备份，存于） 主講, 丁新豹 香港浸會大學圖書館, 學生事務處合辦
- 丁新豹博士. 2018/19 駐校歷史學者計劃 (Dr Joseph Ting, 2018/19 Historian-in-Residence Programme) （页面存档备份，存于） 香港理工大學包玉剛圖書館 （中文）（英文）